# Sargis Martirosjan
Sargis Martirosjan, född 14 september 1986 i Etjmiadzin, Armenien, är en österrikisk tyngdlyftare.
Martirosjan tävlade för Österrike vid olympiska sommarspelen 2016 i Rio de Janeiro, där han slutade på 11:e plats i herrarnas 105 kg.
Vid olympiska sommarspelen 2020 i Tokyo tävlade Martirosjan i herrarnas +109 kg, där han lyfte totalt 381 kg och slutade på 10:e plats.